# Малое Мостовское
Малое Мостовское — село Мокроусовского района Курганской области, административный центр Мостовского сельсовета.

## История
В 1958 г. указом Президиума Верховного Совета РСФСР село Мостовское переименовано в Малое Мостовское.

## Население
| 1763 | 1782 | 1795 | 1816 | 1834 | 1850 | 1858 |
| ---- | ---- | ---- | ---- | ---- | ---- | ---- |
| 294  | ↗341 | ↘340 | ↗343 | ↗458 | ↗559 | ↗572 |
| 1869 | 1893 | 1912 | 1926 | 1989 | 2002 | 2010 |
| ↗754 | ↘657 | ↗766 | ↗995 | ↘482 | ↘440 | ↘373 |